# كهناب الوسط (حسينية انديمشك)
کهناب الوسط (بالفارسية: کهن‌ابوسط) هي منطقة سكنية تقع في إيران في قسم حسینیة الريفي.